# Grupo de Río
El Mecanismo Permanente de Consulta y Concertación Política, conocido como Grupo de Río, fue un mecanismo de consulta y concertación política que efectuó reuniones anuales entre los jefes de Estado y de Gobierno de países firmantes de América Latina y el Caribe.
Fue creado el 18 de diciembre de 1986 por la Declaración de Río de Janeiro, suscrita por Argentina, Brasil, Colombia, México, Panamá, Perú, Uruguay y Venezuela. Realizaba anualmente una cumbre en alguna ciudad predefinida de América Latina en la cual se reunían los jefes de Estado y de Gobierno y los ministros de Relaciones Exteriores de los países integrantes. Las decisiones del Grupo eran adoptadas por medio del consenso entre sus integrantes.
Su objetivo fundamental era fortalecer y sistematizar un proceso de consulta entre los gobiernos de los ocho países que lo conformaron sobre los distintos temas de interés común.
En la XXI Cumbre, llamada Cumbre de la unidad de América Latina y el Caribe, celebrada los días 22 y 23 de febrero de 2010 en Playa del Carmen, se decidió la creación de un nuevo organismo denominado Comunidad de Estados Latinoamericanos y Caribeños (CELAC) que heredaría los cometidos del Grupo de Río.

## Antecedentes
El origen del Grupo de Río fue el Grupo de Contadora y el Grupo de Apoyo a Contadora. En enero de 1983 los gobiernos de Colombia, México, Panamá y Venezuela establecieron un sistema de acción conjunta para promover la paz en Centroamérica, especialmente frente a los conflictos armados en El Salvador, Nicaragua y Guatemala, que amenazaban con desestabilizar toda la región. El estímulo original provino de un llamado realizado por el primer ministro sueco Olof Palme y los premios Nobel Gabriel García Márquez, Alfonso García Robles y Alva Myrdal a los presidentes de Colombia, México, Venezuela y Panamá, para que actúen buscando la resolución de los conflictos.
El grupo se reunió por primera vez en la isla de Contadora (Panamá) en 1983 y llamó la atención sobre los conflictos centroamericanos, así como puso presión para una atenuación de la presencia militar de Estados Unidos en el área. El plan de paz fue apoyado por el Consejo de Seguridad de las Naciones Unidas, la Asamblea General y muchos otros organismos internacionales y regionales. 
- En septiembre de 1983, a causa de la mediación del Grupo Contadora, los cancilleres de los países centroamericanos adoptaron un Documento de Objetivos en la Ciudad de Panamá. El documento declara la voluntad de los boletas centroamericanos de promover la democratización y terminar los conflictos armados, actuando de acuerdo a la ley internacional, para revitalizar y restaurar el desarrollo económico y la cooperación en Centroamérica, y negociar mejores accesos a los mercados internacionales.
- El julio de 1985, en Lima, aprovechando el encuentro de presidentes para asistir a la asunción del presidente Alan García, Argentina, Brasil, Perú y Uruguay anunciaron juntos la creación del Grupo de Apoyo a Contadora o Grupo de Lima. Ambos grupos de países juntos fueron conocidos como el Grupo de los Ocho.
- En septiembre de 1996, fue presentada el Acta de boletas y Cooperación de en Centroamérica de Contadora, que contenía un detallado esquema de compromisos para la paz, la democratización, la seguridad regional y la cooperación económica. Asimismo creaba comités regionales para evaluar y seguir esos compromisos.

El Acta de Contadora obtuvo el respaldo generalizado de los países democráticos de América Latina pero no contó con el apoyo crucial de los Estados Unidos, debido a su oposición a reconocer al gobierno de Nicaragua y a renunciar a las intervenciones militares unilaterales en el área. Si bien el Grupo Contadora no logró establecer una fórmula de paz aceptable para todas las partes involucradas, sentó los fundamentos para que emergiera dicho plan en los años siguientes. El llamado Acuerdo de Paz de Esquípulas, surgió de los esfuerzos de Contadora y permitió reformular completamente la política centroamericana. Más adelante, el Grupo de los Ocho amplió sus preocupaciones a otros problemas de interés regional, abordando la situación de las islas Malvinas (exhortando a la negociación entre Argentina y Gran Bretaña), la deuda externa y el proteccionismo de los países desarrollados.
A partir de 1990 el Grupo Contadora adoptó el nombre de Grupo de Río.
1986. El 6 de junio, los cancilleres de los países centroamericanos en Ciudad de Panamá firmaron el Acta de Contadora para la Paz y la cooperación en Centroamérica en la cual expresaron su voluntad para promover la democratización y terminar los conflictos armados, actuando de acuerdo con la ley internacional, para revitalizar y restaurar el desarrollo económico y la cooperación en Centroamérica, y negociar mejores accesos a los mercados internacionales.
1983. Enero, los gobiernos de Colombia, México, Panamá y Venezuela establecieron un sistema o grupo de acción conjunta para promover la paz en Centroamérica, especialmente frente a los conflictos armados en El Salvador, Nicaragua y Guatemala, que amenazaban con desestabilizar toda la región. El grupo se reunió en la Isla de Contadora (Panamá), por lo que se le conoció como Grupo de Contadora.
1985. El 29 de julio, en Lima (Perú), Argentina, Brasil, Perú y Uruguay anunciaron juntos la creación del Grupo de Apoyo a Contadora o Grupo de Lima, el cual, Junto con el Grupo de Contadora, fue conocido como el Grupo de los Ocho.

## Introducción
El Grupo de Río (G-Río) es un mecanismo permanente de consulta y concertación política de América Latina y el Caribe, creado en Río de Janeiro (Brasil) el 18 de diciembre de 1986. En esa oportunidad, los Cancilleres de Argentina,   Brasil,   Colombia,   México,   Panamá,   Perú,     Uruguay y   Venezuela, mediante la  Declaración de Río de Janeiro y,  a  partir de su acción conjunta en el Grupo de Contadora y en el Grupo de Apoyo a Contadora (Argentina, Brasil, Perú y Uruguay), conocido también como Grupo de Lima o Grupo de los Ocho, expresaron su decisión para fortalecer y sistematizar la concertación política de sus gobiernos mediante la realización de un proceso de consultas regulares sobre temas de interés común “en el contexto de una creciente unidad latinoamericana”. Asimismo, decidieron dar a tales encuentros “el carácter de un mecanismo permanente de consulta y concertación política”.
El G-Río fue creado para dar continuidad a los esfuerzos del Grupo de Contadora (México, Colombia, Venezuela y Panamá) y al Grupo de Apoyo a Contadora (Argentina, Brasil, Perú y Uruguay), conocido también como Grupo de Lima o Grupo de los Ocho.

## Miembros

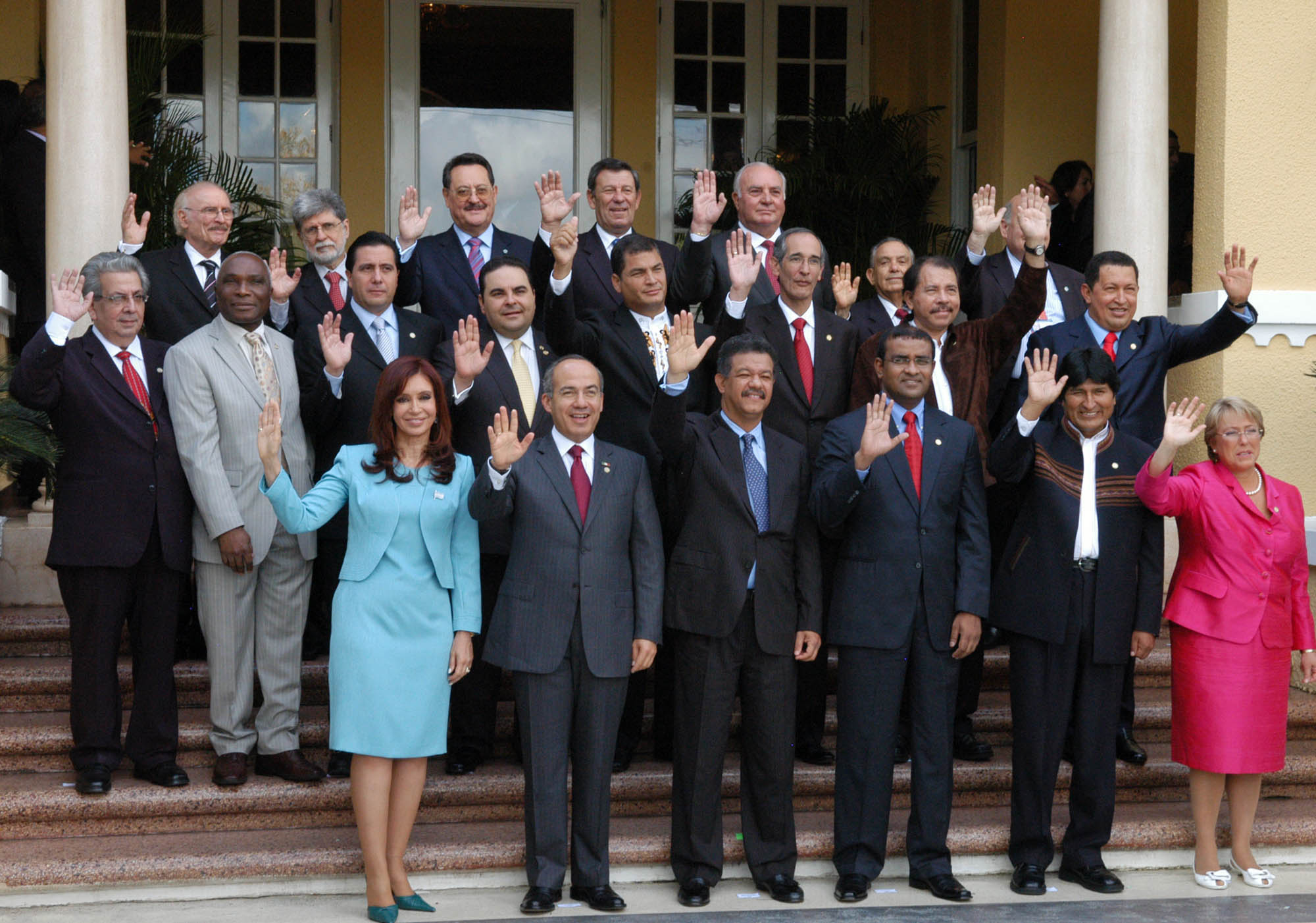
Mandatarios en la XX Cumbre del Grupo de Río en 2008.

Fue creado como reemplazante de las actividades del Grupo Contadora (México, Colombia, Venezuela y Panamá) y el Grupo de Apoyo a Contadora (Argentina, Brasil, Perú y Uruguay). Conocida como el Grupo de los Ocho, desde 1990 asume su actual denominación.
Países y bloques integrantes (por orden de admisión): Argentina (1986), Brasil (1986), Colombia (1986), México (1986), Panamá (1986), Perú (1986), Uruguay (1986), Venezuela (1986), Chile (1990), Ecuador (1990), Bolivia (1990), Paraguay (1990), Caricom (1990), Centroamérica (1990-1999), Costa Rica (2000), El Salvador (2000), Guatemala (2000), Honduras (2000), Nicaragua (2000), República Dominicana (2000), Belice (2005), Haití (2008), Guyana (2008), Cuba (2008), Surinam (2009) y Jamaica (2009).

La representación de la Comunidad del Caribe (Caricom) se realiza en forma rotativa por un país de dicha zona. Entre 1990-1999 Centroamérica contaba con un representante rotativo hasta la incorporación de todos los países de dicha región.
Cronología de admisiones en el Grupo de Río
- 1986 (Grupo de los ocho)
  - 4 países (Grupo Contadora, formado en 1983):  Colombia,  México,  Panamá,  Venezuela
  - 4 países (Grupo de Apoyo a Contadora, formado en 1985):  Argentina,  Brasil,  Perú,  Uruguay
- 1990 (Grupo de Río)
  - +4 países:  Bolivia,  Chile,  Ecuador,  Paraguay
  - +1 organización internacional:  Comunidad del Caribe
  - +1 organización regional:  SICA
- 2000
  - -1 organización regional:  SICA (se retira como organización y se incorporan todos sus países integrantes)
  - +6 países:  Costa Rica,  El Salvador,  Guatemala,  Honduras,  Nicaragua,  República Dominicana
- 2005
  - +1 país:  Belice
- 2008
  - +2 países en marzo:  Guyana,  Haití
  - +1 país en noviembre:  Cuba
- 2009
  - +1 país en septiembre:  Surinam
  - +1 país en noviembre:  Jamaica

## Reuniones Cumbre
La Cumbre de Río fue una reunión cumbre anual de los jefes de Estado miembros del Grupo de Río. La primera Cumbre de Río, que se llevó a cabo en la ciudad de Acapulco en noviembre de 1987, con el fin de reemplazar al Grupo Contadora, y en ella se establecieron 60 puntos para lograr la paz y la seguridad en la región, así como el desarrollo económico y la democracia. La última, la Cumbre de la unidad de América Latina y el Caribe, se dio en 2010 y tuvo como consecuencia la creación del organismo sucesor del Grupo de Río, la CELAC.
| Cumbre            | Año  | Ciudad              | País Sede            |
| ----------------- | ---- | ------------------- | -------------------- |
| I                 | 1987 | Acapulco            | México               |
| II                | 1988 | Punta del Este      | Uruguay              |
| III               | 1989 | Ica                 | Perú                 |
| IV                | 1990 | Caracas             | Venezuela            |
| V                 | 1991 | Cartagena de Indias | Colombia             |
| VI                | 1992 | Buenos Aires        | Argentina            |
| VII               | 1993 | Santiago de Chile   | Chile                |
| VIII              | 1994 | Río de Janeiro      | Brasil               |
| IX                | 1995 | Quito               | Ecuador              |
| X                 | 1996 | Cochabamba          | Bolivia              |
| XI                | 1997 | Asunción            | Paraguay             |
| XII               | 1998 | Panamá              | Panamá               |
| XIII              | 1999 | Ciudad de México    | México               |
| XIV               | 2000 | Cartagena de Indias | Colombia             |
| XV                | 2001 | Santiago de Chile   | Chile                |
| XVI               | 2002 | San José            | Costa Rica           |
| XVII              | 2003 | Cuzco               | Perú                 |
| XVIII             | 2004 | Río de Janeiro      | Brasil               |
| XIX               | 2007 | Georgetown          | Guyana               |
| XX                | 2008 | Santo Domingo       | República Dominicana |
| I Extraordinaria  | 2008 | Bahía               | Brasil               |
| II Extraordinaria | 2009 | Managua             | Nicaragua            |
| XXI               | 2010 | Playa del Carmen    | México               |